# Unleash the Archers
Unleash the Archers („Entfesselt die Bogenschützen“) ist eine kanadische Power-Metal-Band.

## Geschichte
Scott Buchanan und Brayden Dyczkowski hatten bereits eine Band, als sie auf der Universität waren. Brittney Hayes war Stammgast auf ihren Konzerten. Als sich diese Gruppe auflöste, vereinbarte Hayes mit Dyczkowski ihre Aufnahme als Sängerin in die Band. Außerdem sollte Buchanan wieder Teil der Band werden. Um das Line-up zu vervollständigen, suchten sie auf einer Internetseite für lokale Musiker. Dabei stieß die Gruppe auf Zahk Hedstrom und Mike Selman. In dieser Besetzung wurde Unleash the Archers 2007 in Victoria, British Columbia gegründet. 2010 siedelte die Band nach Vancouver über, um ein breiteres Publikum zu erreichen. Bei dieser Gelegenheit verließ Selman die Band, 2011 zog auch Hedstrom zurück nach Victoria. Kurz darauf wurde mit Brad Kennedy ein neues Mitglied aufgenommen. 2013 stieg Kennedy jedoch wieder aus und auch Dyczkowski verließ die Gruppe. Mit dem Einstieg von Andrew Kingsley entwickelte die Band einen traditionellen Heavy-Metal-Sound. Im Februar 2015 kündigte die Band an, dass sie einen Vertrag mit Napalm Records unterschrieben habe. Große Einflüsse auf Hayes' Stimme und Musik waren Iron Maiden, Lost Horizon, Iced Earth sowie Judas Priest.

## Diskografie
Alben
- 2009: Behold the Devastation (Independent)
- 2011: Demons of the AstroWaste (Independent)
- 2015: Time Stands Still (Napalm Records)
- 2017: Apex (Napalm Records)
- 2020: Abyss (Napalm Records)
- 2024: Phantoma

EPs
- 2012: Defy the Skies (Spread the Metal Records)
- 2019: Explorers (Napalm Records)

Demos
- 2008: Unleash the Archers (Independent)
- 2014: Dreamcrusher (Independent)

Videografie
- 2011: Dawn of Ages
- 2012: General of fhe Dark Army
- 2015: Tonight We Ride
- 2015: Test Your Metal
- 2016: Time Stands Still
- 2017: Cleanse the Bloodlines
- 2017: The Matriarch
- 2017: Awakening
- 2019: Northwest Passage
- 2019: Heartless World
- 2020: Abyss
- 2020: Soulbound
- 2020: Faster Than Light

## Auszeichnungen
- Best Metal Band[4]
  - 2015